# Voedingskanaal
Le Voedingskanaal est un canal néerlandais du Limbourg néerlandais, situé dans la ville de Maastricht.
Le canal relie la Meuse au début du Zuid-Willemsvaart. Il s'agit d'un canal d'alimentation (ce que signifie, littéralement, le nom du canal) qui permet d'assurer le niveau d'eau du Zuid-Willemsvaart. Dans cette fonction, le canal n'est pas ouvert à la navigation fluviale. Le canal traverse le quartier de Boschpoort. Quand le niveau d'eau de la Meuse est élevée, l'accès au canal d'alimentation est fermé, pour éviter qu'une partie de Boschpoort soit inondée.

## Source
- (nl) Cet article est partiellement ou en totalité issu de l’article de Wikipédia en néerlandais intitulé « Voedingskanaal » (voir la liste des auteurs).